# Махалинский сельсовет
Махалинский сельсовет — сельское поселение в Кузнецком районе Пензенской области Российской Федерации.
Административный центр — село Махалино.

## История
Статус и границы сельского поселения установлены Законом Пензенской области от 2 ноября 2004 года № 690-ЗПО «О границах муниципальных образований Пензенской области».

## Население
| 2002  | 2010  | 2012  | 2013  | 2014  | 2015  | 2016  |
| ----- | ----- | ----- | ----- | ----- | ----- | ----- |
| 6584  | ↘3210 | ↘3208 | ↘3198 | ↘3196 | ↗3207 | ↘3195 |
| 2017  | 2018  | 2021  |       |       |       |       |
| ↘3128 | ↘3065 | ↘2569 |       |       |       |       |

## Состав сельского поселения
| № | Населённый пункт   | Тип населённого пункта       | Население |
| - | ------------------ | ---------------------------- | --------- |
| 1 | Махалино           | село, административный центр | ↘2006     |
| 2 | Прогресс           | село                         | ↘49       |
| 3 | Русская Пенделка   | село                         | ↘56       |
| 4 | Старый Кряжим      | село                         | ↗794      |
| 5 | Татарская Пенделка | село                         | ↘305      |